# Felix von Nola

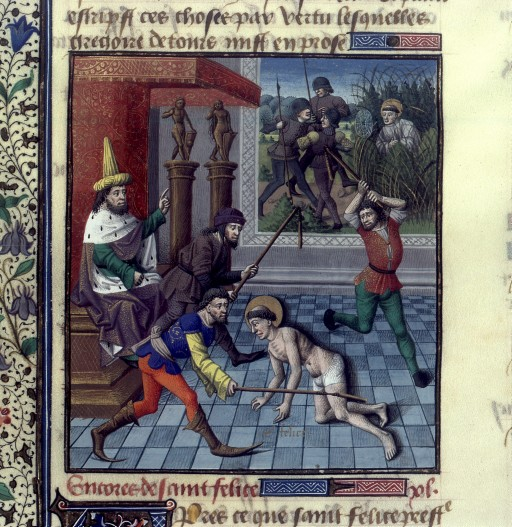
Felix von Nola unter der Folter und auf der Flucht – Buchmalerei, Frankreich, 15. Jh.

Der Heilige Felix von Nola (* in Nola; † um 260 oder vor 311 ebenda) war ein Priester und möglicherweise auch Bischof und Märtyrer; sein Gedenktag ist der 14. Januar.

## Vita
Die Vita des hl. Felix ist vor allem durch Paulinus von Nola (Carmina 15 und 16) überliefert. Demnach war er der Sohn eines in Nola niedergelassenen Syrers namens Hermias, der in der römischen Armee gedient hatte. Felix trat zum Christentum über und verteilte sein Vermögen und den ererbten Besitz unter die Armen. Maximus, der Bischof von Nola, weihte ihn zum Priester. Während der Christenverfolgungen unter Kaiser Decius konnte Maximus fliehen, während Felix festgenommen und gefoltert wurde. Im Gefängnis erschien ihm ein Engel, seine Ketten fielen von ihm ab und er konnte an seinen schlafenden Wächtern vorbei zu seinem Bischof eilen, der an Hunger und Kälte litt und seine Sprache verloren hatte. Mit dem Saft einer Traube holte Felix den halbtoten Greis wieder ins Leben zurück. Bei einer weiteren Verfolgungswelle versteckte sich Felix in einer Höhle, in deren Zugang sogleich eine Spinne ein riesiges dichtes Gespinst wob und die Häscher dadurch verleitete, anderswo zu suchen. Nachdem die Verfolgung ein ganzes Jahr gedauert hatte und sich Felix in einem ausgetrockneten Brunnen aufhalten musste, konnte er zu seiner Gemeinde zurückkehren. Als Maximus gestorben war, wollte man ihn zum Bischof von Nola machen, doch er lehnte ab. Felix starb der Überlieferung von Paulinus nach im hohen Alter an einem 14. Januar. In anderen Überlieferungen (so im Martyrologium Hieronymianum) ist ebenfalls von einem Felix von Nola die Rede, der allerdings als Bischof den Märtyrertod gestorben sein soll. Gregor von Tours nennt ihn Martyr, Paulinus und Augustinus von Hippo Confessor (Bekenner).

## Verehrung
Ende des vierten Jahrhunderts war Nola zu einem bedeutenden Wallfahrtsort geworden. Felix galt als Wiederbringer verlorener Dinge und Rächer des Meineides, an seinem Grab erhoffte man sich Wunderheilungen bei Augenerkrankungen und Exorzismen. Drei Basiliken waren ihm geweiht, denen Paulinus noch eine vierte hinzufügte, die wegen ihrer Wandbilder in der Antike berühmt war. Zwischen 395 und 407 dichtete Paulinus jährlich ein Natalicum (Geburtstagsgedicht) über Felix.

## Heilige gleichen Namens

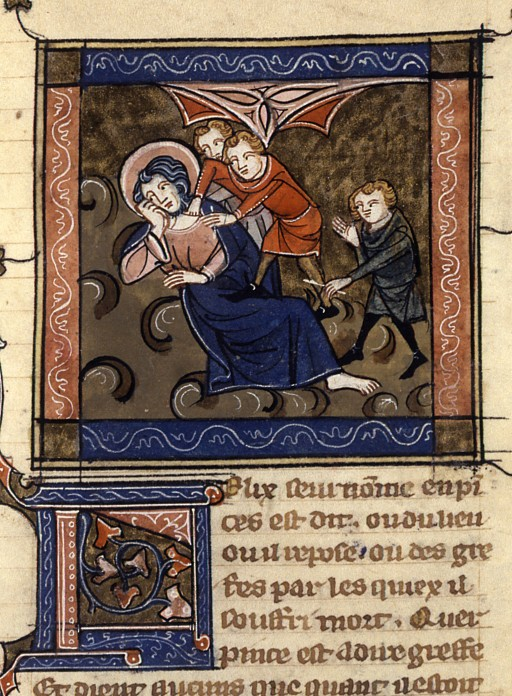
Felix in Pincis, erstochen von seinen Schülern – Buchmalerei, Frankreich, 14. Jh.

Die Legende des heiligen Felix von Nola verknüpft sich mit der anderer gleichnamiger Heiliger. Zuweilen wird er gleichgesetzt mit dem Heiligen Felix in Pincis, der Lehrer war und seine Schüler hart, aber gerecht erzog. Die Heiden unter diesen erbitterte er damit allerdings so sehr, dass sie ihn eines Tages mit ihren Griffeln auf dem Pincio, einem Hügel bei Rom, oder bei der Porta Pinciana marterten und erstachen. Auch eine Gegend bei Nola soll in Pincis (als „in den Fichtenwäldern“ oder „auf dem Kürbisfeld“ gedeutet) geheißen haben.
Ein weiterer etwa zur gleichen Zeit lebender Heiliger mit gleichem Namen ist Felix von Afrika († um 304).

## Darstellung
Mittelalterliche Bildnisse des Heiligen sind unbekannt. In einigen wenigen neuzeitlichen Darstellungen wird er in einer Höhle (oder einem Keller) dargestellt, vor deren Eingang ein Spinnennetz hängt; seine Attribute sind Scherben, Fußblock und Traube. Er ist der Schutzpatron der Haustiere sowie gegen Augenkrankheiten und gegen Meineid.